# هوملیک (کلرادو)
هوملیک (به انگلیسی: Homelake) یک منطقهٔ مسکونی در ایالات متحده آمریکا است که در شهرستان ریو گریند، کلرادو واقع شده‌است. هوملیک ۲٬۳۲۷ متر بالاتر از سطح دریا واقع شده‌است.